# Henri Mougin
Pour les articles homonymes, voir Mougin.
Henri Mougin (né le 6 février 1912 et mort le 11 juillet 1946) est un philosophe existentialiste proche du Parti communiste français.

## Biographie
Ancien élève de l'École normale supérieure (1930), professeur de philosophie en lycée, il collabora aux revues Commune (sous le pseudonyme de Jacques Bartoli), et La Pensée. Au sein du Centre de documentation sociale, il prépara une grande enquête destinée à définir quantitativement le concept de classe moyenne.
Mobilisé comme capitaine en 1939, il est fait prisonnier en juin 1940. Détenu pendant cinq ans en Allemagne, il participe à la vie culturelle de son oflag. De retour de captivité, il reprend sa collaboration à La Pensée. Sa santé ayant été considérablement altérée par son long séjour outre-Rhin, il décède brutalement à Paris durant l'été 1946. Ses obsèques solennelles ont lieu place de la Sorbonne. 

## Œuvres
- Pierre Leroux, 1797-1871, Éditions Sociales Internationales, 1938.
- Trois bornes de cristal, Villeneuve-lès-Avignon, P. Seghers, 1944, 77 p., recueil de poésies 1 vol. 22 cm
- La sainte famille existentialiste (posthume, Éditions Sociales, 1947).